# Fulerenos superiores
Fulerenos superiores são moléculas fulerênicas consistindo de mais de 70 átomos de carbono. Eles são estruturas de gaiola de anéis fundidos composta por hexágonos e pentágonos, com átomos de carbono nos vértices de cada polígono e uma ligação ao longo de cada lateral.

## Síntese
Em 1990, W. Krätchmer e D. R. Huffman's desenvolveram um método simples e eficiente que impulsionou a pesquisa em fulerenos. Neste técnica, fuligem de carbono é produzida por eletrodos de grafite de alta pureza por ignição de uma descarga de arco entre eles em uma atmosfera inerte (gás hélio). Alternativamente, a fuligem é produzida por ablação por laser de grafite ou pirólise de hidrocarbonetos aromáticos. Fulerenos são extraídos da fuligem sendo dissolvidos em solventes orgânicos apropriados seguido de cromatografia.. Miligramas de fulerenos podem ser obtidos por este método em laboratório e são comercialmente disponíveis para C76, C78 e C84.

## Propriedades

### Molécula
| Fórmula | Número CAS  | Nis | Simetria     |
| ------- | ----------- | --- | ------------ |
| C60     | 99685-96-8  | 1   | Ih           |
| C70     | 115383-22-7 | 1   | D5h          |
| C72     |             | 1   | D6h          |
| C74     |             | 1   | D3h          |
| C76     | 135113-15-4 | 2   | D2*          |
| C78     | 136316-32-0 | 5   | D2v          |
| C80     | 136316-32-0 | 7   |              |
| C82     | 136316-32-0 | 9   | C2, C2v, C3v |
| C84     | 135113-16-5 | 24  | D2*, D2d     |
| C86     | 135113-16-5 | 19  |              |
| C88     | 135113-16-5 | 35  |              |
| C90     | 135113-16-5 | 46  |              |
| C3996   | 175833-78-0 |     |              |

Na tabela, Nis representa o número de isômeros possíveis dentro da "regra do pentágono isolado", a qual estabelece que dois pentágonos em um fulereno não devem compartilhar bordas. A simetria é especificada para as formas mais abundantes experimentalmente e * marcam simetrias com mais de uma forma quiral.

### Sólido
| Fórmula | Simetria    | Grupo de espaço | nº  | Símbolo Pearson | a (nm) | b (nm) | c (nm) | β°     | Z | ρ (g/cm3) |
| ------- | ----------- | --------------- | --- | --------------- | ------ | ------ | ------ | ------ | - | --------- |
| C76     | Monoclínico | P21             | 4   | mP2             | 1.102  | 1.108  | 1.768  | 108.10 | 2 | 1.48      |
| C76     | Cúbico      | Fm3m            | 225 | cF4             | 1.5475 | 1.5475 | 1.5475 | 90     | 4 | 1.64      |
| C82     | Monoclínico | P21             | 4   | mP2             | 1.141  | 1.1355 | 1.8355 | 108.07 | 2 |           |
| C84     | Cúbico      | Fm3m            |     |                 | 1.5817 | 1.5817 | 1.5817 | 90     |   |           |

Quando cristais de C76 ou C82 são cultivados em solução de tolueno eles tem simetria monoclínica. A estrutura cristalina contém moléculas de tolueno empacotadas entre as esferas de fulereno. Entretanto, a evaporação do solvente a partir de C76 a transforma em uma forma cúbica de face centrada. Ambas as fases monoclínica e cúbica de face-centrada (cfc) são conhecidas pelos fulerenos melhor caracterizados C60 e C70.

## References
1. ↑  Katz, 369-370
2. ↑  W. L. F. Armarego; Christina Li Lin Chai (11 de maio de 2009). Purification of laboratory chemicals. [S.l.]: Butterworth-Heinemann. pp. 214–. ISBN 978-1-85617-567-8. Consultado em 26 de dezembro de 2011
3. ↑  Manolopoulos, David E.; Fowler, Patrick W. (1991). «Structural proposals for endohedral metal-fullerene complexes». Chemical Physics Letters. 187. 1 páginas. doi:10.1016/0009-2614(91)90475-O
4. ↑  Diederich, Francois; Whetten, Robert L. (1992). «Beyond C60: The higher fullerenes». Accounts of Chemical Research. 25 (3). 119 páginas. doi:10.1021/ar00015a004
5. ↑  K Veera Reddy (1 de janeiro de 1998). Symmetry And Spectroscopy Of Molecules. [S.l.]: New Age International. pp. 126–. ISBN 978-81-224-1142-3. Consultado em 26 de dezembro de 2011
6. 1 2  Kawada, H.; Fujii, Y.; Nakao, H.; Murakami, Y.; Watanuki, T.; Suematsu, H.; Kikuchi, K.; Achiba, Y.; Ikemoto, I. (1995). «Structural aspects of C82 and C76 crystals studied by x-ray diffraction». Physical Review B. 51 (14). 8723 páginas. doi:10.1103/PhysRevB.51.8723
7. ↑  Margadonna, Serena; Brown, Craig M.; Dennis, T. John S.; Lappas, Alexandros; Pattison, Philip; Prassides, Kosmas; Shinohara, Hisanori (julho de 1998). «Crystal Structure of the Higher Fullerene C». Chemistry of Materials. 10 (7): 1742–1744. doi:10.1021/cm980183c